# خوسيه أنطونيو مارتينيز سولير
خوسيه أنطونيو مارتينيز سولير (بالإسبانية: José Antonio Martínez Soler)‏ هو اقتصادي ومقدم تلفزيوني وكاتب وصحفي إسباني، ولد في 8 يناير 1947 في ألمرية في إسبانيا.